# マスターの独り言
「マスターの独り言」（マスターのひとりごと）は、吉田拓郎が1994年10月21日にリリースした41枚目のシングル。発売元はフォーライフ・レコード（現・フォーライフミュージックエンタテイメント）。

## 概要
アルバム『Long time no see』からの先行シングルで、前作の「決断の時」に引き続きカップリング曲なしのCDシングルである。
「マスターの独り言」は、TaKaRa「純」レジェンドのCMソングに起用された。

## 収録曲
- 全作曲・編曲：吉田拓郎

1. マスターの独り言
作詞：吉田拓郎
2. マスターの独り言 (Instrumental)

## 収録ディスク

### アルバム
マスターの独り言
- 『Long time no see』(1995年)
- 『18時開演〜TAKURO YOSHIDA LIVE at TOKYO INTERNATIONAL FORUM〜』(2009年)
- 『Another Side Of Takuro 25』(2024年)